# Javier Ribelles Alfonso
Javier Ribelles Alfonso (Paterna, 25 de abril de 1992), más conocido como Ribelles, es un futbolista español que juega de centrocampista y actualmente pertenece a la plantilla de la A. D. Alcorcón de la Segunda División de España.

## Trayectoria
Nacido en Paterna, Ribelles es un jugador formado en la cantera del Club de Fútbol Torre Levante Orriols y durante sus comienzos formaría parte de varios equipos del fútbol modesto de la Comunidad Valenciana como el Ribarroja CF, Ontinyent CF y Paterna Club de Fútbol.
En verano de 2014, firma por el Atlético Levante UD en el que estuvo durante tres temporadas.
El 6 de julio de 2017, firma por el CD Alcoyano de la Segunda División B de España, donde juega 34 partidos.
El 13 de agosto de 2018, firma por el Unionistas CF, donde estuvo durante una temporada y media.
El 13 de enero de 2020, firma por el Gimnàstic de Tarragona de la Segunda División B de España.
En la temporada 2021-22, formando parte del Gimnàstic de Tarragona de la Primera División RFEF, estuvo a punto de ascender de categoría, disputando 38 partidos entre Liga, Copa del Rey y ‘playoffs’ de ascenso, por lo que se consolidó como un fijo en los esquemas de Raúl Agné.
El 6 de julio de 2022, firma por la A. D. Alcorcón de la Primera División RFEF.

## Vida personal
Estudió Medicina en la Universidad de Valencia y ejerce como médico estético. Es pareja de la periodista y presentadora de La Sexta, Marina Valdés.